# إلين هال
إلين هال (بالإنجليزية: Ellen Hall) هي ممثلة أمريكية، ولدت في 18 أبريل 1922 بلوس أنجلوس في الولايات المتحدة، وتوفيت في 24 مارس 1999 في الولايات المتحدة.

## أعمال

### أفلام
- (1930) كل شيء هادىء على الجبهة الغربية[6]

## وصلات خارجية
- إلين هال على موقع IMDb (الإنجليزية)
- إلين هال على موقع ألو سيني (الفرنسية)
- إلين هال على موقع تيرنر كلاسيك موفيز (الإنجليزية)
- إلين هال على موقع أول موفي (الإنجليزية)
- إلين هال على موقع قاعدة بيانات الأفلام السويدية (السويدية)
- إلين هال على موقع قاعدة بيانات الفيلم (الإنجليزية)
- إلين هال على موقع كينوبويسك (الروسية)